# Cruz celta
A cruz celta ou cruz céltica combina a cruz com um anel que lhe faz interseção por trás. É um símbolo que caracteriza os celtas, e suas origens são anteriores ao cristianismo. Esta cruz representa uma das principais formas na arte deste povo.

## Origens

Uma cruz céltica

Nas regiões celtas da Irlanda e da Bretanha são encontradas muitas cruzes com este formato, especialmente a partir do século VII. Algumas dessas cruzes célticas continham inscrições, com letras rúnicas. Algumas cruzes ainda existem na Cornualha e em Gales, nas ilhas Iona e Hébridas, como também em muitos outros lugares da Irlanda.
Cruzes assim, feitas de pedra, são achadas no sul da Escócia e na Cumbria, mas estas foram feitas já sob influência anglo-saxã. As cruzes célticas mais famosas são a Cruz de Kells, em Meath County e as cruzes no Monasterboice, em County Louth.
Existem numerosas representações da cruz combinada com um círculo, ao longo da história da cristandade. A chamada Cruz do Sol, que tem sua origem no paganismo do Noroeste Europeu - que simbolizava o deus nórdico Odin - e ainda nos Pireneus e na Península Ibérica - sem que haja uma origem comum entre estas e a cruz cristã.
Note-se que antigamente a palavra "cruz" no Inglês antigo/Anglo-saxão, significava "rood" (cruz de Cristo ou crucifixo). A palavra "cruz" em Inglês tem origem indirecta do Latim crux, crucis, passando para kross através do Nórdico primitivo. Linguisticamente é surpreendente a forma como os invasores pagãos nórdicos/escandinavos ("vikings") devem ter adaptado a palavra deles para "cruz" nos anglo-saxónicos que se tornaram Cristãos.

## No cristianismo
Sabemos que os celtas foram convertidos ao cristianismo pela mensagem de Cristo levada por José de Arimateia, e também por escravos fugidos por volta do ano 77, sendo criada a Igreja Celta. Devido a isso, evangélicos carismáticos, ou afins, alegam que a cruz céltica, no sentido cristão, é um símbolo pagão.
Assim como a sarça ardente, é um dos grandes símbolos do presbiterianismo. É um tradicional símbolo presbiteriano, representa o nascimento, morte e ressurreição de Jesus Cristo, o plano da ação redentora de Cristo determinado pelo Pai, além da presença dEle na Igreja e o seu plano desde a Criação. O círculo dá uma ideia de continuidade, podendo ser parafraseado com o lema: "Ecclesia Reformanda semper reformata est (Igreja Reformada: sempre reformando!)".
Os celtas são um grande exemplo de espiritualidade. O cristianismo conhecido como “celta” floresceu na Irlanda, na Escócia, no País de Gales e mesmo em partes da Inglaterra, grosso modo, do quarto ao décimo séculos. São conhecidos os nomes de missionários celtas como Patrício, Columba e Columbano, que evangelizaram o norte das Ilhas Britânicas e vastas partes do continente europeu. Mas o cristianismo celta floresceu, humanamente falando, não apenas devido ao trabalho dos missionários mais conhecidos, mas também devido ao esforço de incontáveis anônimos, pessoas sinceras em sua fé, que viviam o cristianismo com “alegria e singeleza de coração”. Foi um cristianismo que desenvolveu características próprias, que o tornavam distinto do cristianismo de inspiração romana que florescia na Europa continental no mesmo período. O cristianismo celta tinha muitas características notáveis. Entre tantas, destaca-se aqui apenas a que interessa diretamente aos propósitos desta breve reflexão: um modelo de espiritualidade centrado na criação.
Os celtas desenvolveram uma teologia que enfatizava uma visão de Deus como Senhor da criação. Ainda que não haja nada de original nesta perspectiva — os cristãos celtas não foram os inventores desta teologia —, não se pode deixar de mencionar que há diversas implicações práticas dessa visão. Uma dessas consequências é exatamente ter uma atitude constante de júbilo e regozijo na criação, que revela Deus. Como os celtas eram um povo com forte inclinação à poesia, produziram muitas poesias comoventes, louvando a Deus pela obra da criação”.
A cruz celta é amplamente utilizada pela Igreja Católica na Escócia e principalmente por igrejas de tradição reformada, como os presbiterianos, batistas reformados e anglicanos reformados. Isso porque essas igrejas tiveram origem na Escócia.

## Símbolo político

Desenho de uma cruz céltica estilizada nacionalista

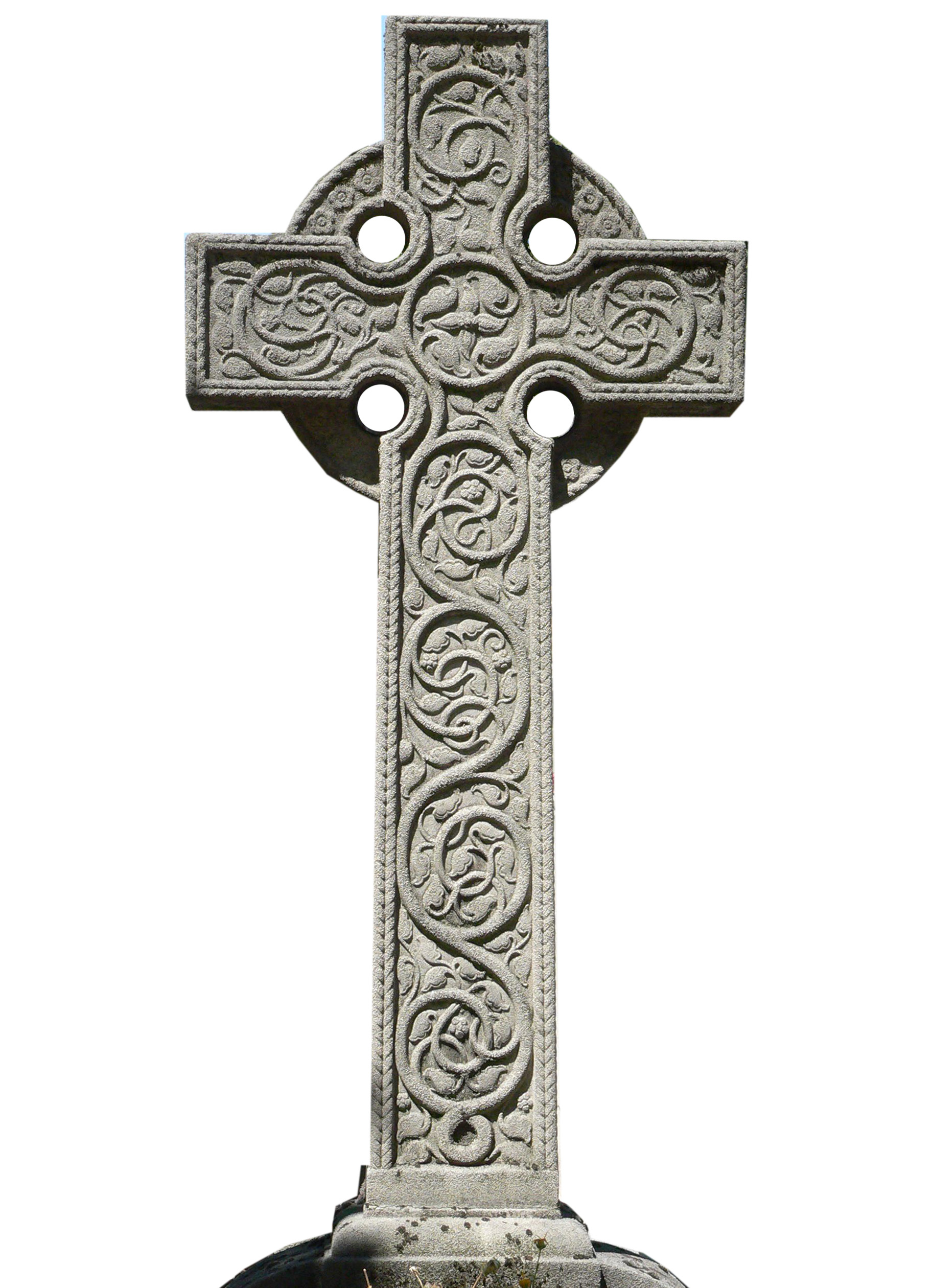
Cruz céltica no cemitério Père Lachaise

As associações culturais da cruz céltica e a cruz do sol, da qual derivou - com conotações da cristandade, Westernness, e as tradições antigas Arianas - têm desde os anos 1960, encorajado a co-opção de uma forma estilizada como o emblema de vários grupos extremistas, particularmente na França, incluindo o significativamente denominado Occident (Ocidente) e o GUD (Grupe Union Droit ou Groupe Union Défense). Este símbolo é uma derivação da Cruz Solar e aparece por toda a Europa desde o terceiro milénio a.C. (Idade do Bronze), tendo sido utilizado sobretudo pelos povos Celtas (Celtiberos, Gauleses e Gaélicos) mas também pelos povos nórdicos. Também é chamada "Cruz de Iona", "Cruz de Odin” e "Roda de Taranis", sendo estes dois últimos nomes derivados da sua versão mais antiga, a já mencionada Cruz Solar. Apesar de muitas vezes ser confundido com um símbolo da Cristandade, a Cruz Celta é muito anterior, com algumas representações datadas de 5000 a.C. As suas origens são desconhecidas mas é de consenso geral que se trata de um símbolo solar, cujas semelhanças com a Suástica e com o Ankh egípcio não podem deixar de ser notadas. Tal como estes, apresenta o eixo horizontal, Feminino, receptivo, Yin e o eixo vertical, Masculino, criativo, Yang, representando tanto o Eixo do Mundo, como os Quatro Elementos e a Chave da Vida.
Com a conversão da Europa ao Cristianismo, o símbolo foi rapidamente absorvido pela nova ordem social e transformado numa cruz cristã. É muitas vezes chamada "Cruz de São Columbano", devido a uma lenda irlandesa que conta que foi trazida para a Irlanda por este Santo. O mosteiro de São Columbano, na ilha de Iona, deu origem às denominações "Cruz de Iona" ou "Cruz Iónica". Graças à sua antiguidade e origem europeia, a Cruz Celta, bem como a Cruz Solar e a Suástica - todas elas símbolos solares - foram adoptadas por grupos políticos nacionalistas e o seu significado antigo foi mudado para algo que a maioria das pessoas vê como algo muito negativo embora não o seja.
Apesar disto, o significado tradicional está a ser, lentamente, recuperado pelas comunidades neo-pagãs, bem como por seguidores e estudiosos das antigas tradições europeias. A Cruz Celta continua a ser usada como amuleto de protecção, é associada ao heroísmo e à coragem, servindo como talismã ajuda a superar obstáculos e conquistar vitórias. Como símbolo solar também é usado para prosperidade e fertilidade. A Cruz Celta é frequentemente gravada ou esculpida em pedra, para bênção das terras envolventes. O símbolo evoca o equilíbrio e a harmonia, bem como a proteção dos ancestrais.
Nas décadas mais recentes, o símbolo foi adotado pelo movimento White Nationalist, como um símbolo para a representação de todas as pessoas caucasianas europeias. Quando se utiliza este meio, às vezes chamado de "sun wheel" (roda do sol). O símbolo às vezes, também pode ser identificado com os nacionalistas radicais da Third Position (Terceira Posição) ou da persuasiva Catholic nationalist (Nacionalistas Católicos).
Este novo simbolismo eclipsou bastante o tradicional em França, Itália e muitos outros países Europeus.
As cruzes célticas também estão associadas a grupos políticos que defendem uma maior independência ou outras medidas relacionadas com as minorias célticas (cf Breton nationalism (Nacionalismo Bretão)).